# Système négaternaire
En mathématiques, le système négaternaire est un système de numération positionnel non-standard dans lequel les nombres sont écrits comme des sommes de puissances successives de -3. Les trois chiffres sont 0, 1 et 2. L'avantage d'utilisation d'une base négative est qu'il n'y a plus besoin de signe moins; les nombres négatifs peuvent être écrits de la même manière que les nombres positifs. (Comparer avec le système trinaire balancé dans lequel la base est +3 mais les chiffres sont -1, 0 et 1). Ce qui suit est la liste des nombres en décimal et en négaternaire de - 10 à + 10 :
```
-10  1212
 -9  1200
 -8  1201
 -7  1202
 -6    20
 -5    21
 -4    22
 -3    10
 -2    11
 -1    12
  0     0
  1     1
  2     2
  3   120
  4   121
  5   122
  6   110
  7   111
  8   112
  9   100
 10   101
```

Comme en système négabinaire, les nombres négatifs ont un nombre de chiffres pair, les nombres positifs ayant un nombre de chiffres impair.